# Université militaire Nueva Granada
L'université militaire Nueva Granada (en espagnol : Universidad Militar Nueva Granada, aussi appelée UMNG) est un établissement public d'éducation supérieure. L'université est située à Bogota en Colombie.